# McCulloch MC-4
McCulloch Model MC-4 (oznaka Ameriške kopenske vojske: YH-30 mornarice pa XHUM-1) je bil ameriški enomotorni helikopter s tandem rotorji. Razvilo ga je podjetje McCulloch Aircraft Corporation, ki je divizija od McCulloch Motors Corporation. Razvit je bil na podlagi predhodnika Jovanovich JOV-3. MC-4 je en izmed najlažjih helikopterjev s tandem rotorji. 

## Specifikacije (YH-30)
- Posadka: 2
- Dolžina: 32 ft 0 in
- Premer rotorja: 2× 9,75 m
- Višina: 2,8 m
- Prazna teža: 1200 lb (544 kg)
- Gros teža: 2000 lb (907 kg)
- Motor: 1 × Franklin O-335-6 (6A4-200-C6), 200 KM (147,1 kW)
- Največja hitrost: 105 mph (168 km/h)
- Dolet: 200 milj (321j86 km)